# セレノピリリウム
セレノピリリウム(Selenopyrylium)は、5つの炭素原子と正荷電を持つ1つのセレン原子による六員環からなる芳香族複素環式化合物である。

## 名前と位置番号
かつては、セレナピリリウム(Selenapyrylium)と呼ばれていた。しかし、「セレナ」は炭素原子に置換したセレン原子を指すが、実際はセレン原子はピリリウムの酸素原子の置換であるため、誤解を招いていた。ハンチュ-ウィドマン命名法では、セレニニウム(Seleninium)と呼ばれる。これは、Chemical Abstractsで用いられている名前である。置換命名法では、セレノニアベンゼン(Selenoniabenzene)と呼ばれる。
セレノピリリウムの位置番号は、セレン原子を1位とし、並び順に6位まで数える。カルコゲンの隣の位置の2位と6位は、α位とも呼ばれ、さらにその隣の3位と5位は、β位、反対側の炭素である4位はγ位とも呼ばれる。

## 生成
セレノピリリウムは正に荷電したカチオンであるため、過塩素酸基、テトラフルオロホウ酸基、フルオロスルホン酸基、ヘキサフルオロリン酸基等の非求核性アニオンとともに、固体の塩を形成する。

## 合成
セレノピリリウム及びその誘導体は、グルタルアルデヒド等の1,5-ジケトンとセレン化水素から、塩化水素を触媒、酢酸を溶媒として作られる。副産物として、2,6-bis-(ヒドロセレノ)セレナシクロヘキサンが得られる。
5-クロロ-2,4-ペンタジエンニトリル誘導体をw:Sodium hydroselenideまたはセレン化ナトリウムと反応させ、過塩素酸で処理すると、2-アミノ-セレノピリリウム過塩素酸塩が生成する。

## 性質
正電荷はセレン原子に閉じ込められているのではなく、いくつかの共鳴構造を持って環の中に分散している。そのため、α位とγ位はいくらか正電荷を帯びている。求核攻撃は、これらの炭素原子を標的とする。
紫外線スペクトルに2つの際立った吸収帯を持つ。帯Iは3000 A、帯IIは2670 A
である。帯Iは、1Lbとしても知られ、1B1←1A1の遷移に由来する。ベンゼンの吸収帯と比べ、波長はより長く、強度はずっと強い。これは、深色シフトである。セレンの電気陰性度が低いため、チオピリリウムやピリリウムよりも波長は長いが、強度は弱い。帯IIは、1Laとしても知られ、ベンゼン、チオピリリウム、ピリリウムの吸収帯と比べて、より強く長い。Se-γ軸方向に分極している。
核磁気共鳴スペクトルは、H2に対して10.98 ppm、H3に対して6 ppm、H5に対して8.77 ppm、H4に対して9.03 ppmのシフトを示す（CD3CN中のBF4-の形で）。他のピリリウムと比べて、H2及び6は酸素または硫黄よりも高く、H3及び5は酸素と硫黄の中間であり、H4はチオピリリウムと非常に近いがわずかに低くなっている。13C NMRでは、付加する水素と同じ傾向を示した。溶媒には、トリフルオロ酢酸、メタノール、ジクロロメタン、クロロホルム、アセトニトリル等が用いられる。

## 誘導体
2位、3位、6位に側鎖が結合した多くの誘導体が知られている。例として、4-(p-ジメチルアミノフェニル)セレノピリジニウム、2,6-ジフェニルセレノピリジニウム、4-メチル-2,6-ジフェニルセレノピリリウム、2,4,6-トリフェニルセレノピリリウム、2,6-ジフェニル-4-(p-ジメチルアミノフェニル)セレノピリリウム、2,6-ジ-tert-ブチルセレノピリリウム等がある。

## その他
環が他の芳香環と融合すると、セレノクロメニリウム、セレノフラビリウム、セレノキサンチリウム等のより大きな芳香構造ができる。